# Д’Аркур, Бернар Пьер Луи
Бернар Пьер Луи д’Аркур (фр. Bernard Pierre Louis d'Harcourt; 20 августа 1842, Париж — 4 апреля 1914, там же), граф, затем маркиз д’Аркур — французский военный и политический деятель.
Старший сын Жоржа Дугласа д’Аркур д’Олонда, маркиза д’Аркура, и Жанны Полы де Бополь де Сент-Олер.
Окончил Сен-Сир (1862—1864), выпущен 1 октября 1864 младшим лейтенантом в 1-й полк африканских стрелков.
Участвовал в Марокканской кампании, затем был офицером для поручений при своем кузене генерале Мак-Магоне в Италии и Алжире. Находился в той же должности во время Франко-прусской войны, участвовал в сражениях при Рейсхоффене и Седане. По возвращении из немецкого плена занял прежнее место при маршале во время второй осады Парижа. В июле 1871 произведен в лейтенанты.
2 июля 1871 был избран депутатом Национальной Ассамблеи от департамента Луаре, сменив на этом посту Адольфа Тьера, избравшегося от Сены. В парламенте примкнул к правому центру, 24 мая 1873 голосовал за отставку Тьера, позднее поддержал продление президентских полномочий маршала Мак-Магона, закон о мэрах, министерство Брольи и Конституционные законы 1875 года. Голосовал против возвращения Ассамблеи в Париж и поправки Валлона.
Был докладчиком по вопросу о дополнительных условиях Франкфуртского мира, участвовал в дебатах по военной политике в Алжире. Потерпел поражение на выборах 20 февраля 1876 (от округа Питивье) и в октябре 1877 (от 2-го участка в Орлеане), после чего ушел из политики.
В 1875 вышел в отставку в чине лейтенанта кавалерии.

## Награды
- Кавалер ордена Почетного легиона (2.06.1870)

## Семья
Жена: Маргерит де Гонто де Бирон (1850—1953), дочь графа Этьена Шарля де Гонто де Бирона (1818—1871) и Шарлотты Фитцджеймс (1831—1905)
Дети:
- Полин д’Аркур (1873—1887)
- Мари Жоржина Моник д’Аркур (1875—1957). Муж (1912): граф Брюно де Буажелен (1859—1933)
- Элен д’Аркур (1877—1965). Муж (6.07.1899): маркиз Жан де Монтолон Семонвиль, принц д’Умбриано дель Пречетто (1875—1954)
- Маргерит д’Аркур (1883—1909). Муж (8.07.1903): принц Эжен Мари Альбер де Брольи (1876—1922)
- Этьен Жорж Бернар Мишель Морис д’Аркур (1884—1970), маркиз д’Аркур. Жена (30.07.1914): Мари Анн Полин де Кюрель (1892—1982), дочь Поля де Кюреля и Брижит де Першпейру-Комменж де Гито
- Амели д’Аркур (1888—1989). Муж 1) (12.06.1911): Анри Пико де Воложе, виконт де Воложе (1879—1916); 2) (28.03.1924): граф Франсуа де Брией (1888—1944)
- Мари Амели д’Аркур (1891—). Муж (28.03.1919; развод 1946): Алек Эдуард Бальфур (1880—)